# الحزب العدلي
الحزب العدلي (بالإسبانية: Partido Justicialista )‏ هو حزب سياسي أرجنتيني، أسس في 1947، يقع مقره في بوينس آيرس، أمينه العام هو Sergio Urribarri ‏، وقد تم تأسيسه بواسطة خوان بيرون، وقد بلغ عدد أعضائه 3,626,728 في 2012.

## أعضاء بارزون
- كود سباركل
- تحديث القائمة

- كريستينا فرنانديز دي كيرشنر
- خوان بيرون
- نيستور كيرشنير
- إيزابيل بيرون
- كارلوس منعم
- ألبرتو فرنانديز (1983 - )
- إدواردو دوالده
- أدولفو رودريغيز سا
- كارلوس ريوتيمان
- هيكتور خوسيه كامبورا